# مالك بن هبيرة السكوني
 مالك بن هبيرة بن خالد بن مسلم بن الحارث بن المخصف بن حاج بن الحارث بن بكر بن ثعلبة بن عقبة بن السكون أبو سعيد -ويقال أبو سليمان- السكوني الكندي صحابي وأحد قادة جيوش الأمويين تولى ولاية حمص أيام معاوية بن أبي سفيان شارك في فتح حمص وفتح مصر ومعارك صفين وكان أمير جيش معاوية ضد الروم